# Domestik
Domestik és una pel·lícula de esportiu txeca del 2018 dirigit per Adam Sedlák. Es va estrenar al  Festival Internacional de Cinema de Karlovy Vary l'1 de juliol de 2018.

## Argument
La pel·lícula tracta sobre Roman i la seva dona Šarlota. Roman és un motorista professional obsessionat per guanyar. Intenta posar-se en forma després d'una lesió. La seva dona Šarlota intenta quedar-se embarassada, però l'obsessió d'en Roman fa que la seva relació es deteriori.

## Repartiment
- Jiří Konvalinka com a Roman
- Tereza Hofová com a Šarlota
- Miroslav Hanuš com a Doctor
- Tomáš Bambusek com a Kustod

## Ressenya
Hossein Eidizadeh va escriure per a Kinoscope que "Pràcticament tota la pel·lícula passa a l'apartament de Roman. Durant la major part de la pel·lícula, el veiem pedalant boig en una bicicleta estàtica; nosaltres veure l'expansió i la contracció dels seus músculs, com si estiguéssim seguint les rutines d'una rata de laboratori sota examen. T'acostes tant a Roman i a la seva obsessió que, al final de la pel·lícula, estàs sense alè, com si haguessiu pedalat dues hores. La primera pel·lícula de Sedlák és visualment convincent, crea una atmosfera nefasta en la qual l'únic so que s'escolta és la respiració de Roman, el seu cicle i la màquina d'oxigen. Šarlota (Tereza Hofová), anhela un nadó i la presència de la tenda d'oxigen afegeix un altre nivell a aquesta ja horrorosa història d'alienació i deixa pas al final difícil d'oblidar d'aquest thriller domèstic."

## Premis
Al LI Festival Internacional de Cinema Fantàstic de Catalunya va obtenir una menció especial al Premi Noves Visions i va guanyar el Premi Ciutadà Kane a la direcció revelació.